# Cerik (dystrykt Brczko)
Cerik – wieś w Bośni i Hercegowinie, w dystrykcie Brczko. W 2013 roku liczyła 233 mieszkańców, z czego większość stanowili Serbowie.